# Ruth E. Carter
Pour les articles homonymes, voir Carter.
Ruth E. Carter est une costumière afro-américaine née le 10 avril 1960 à Springfield.

## Biographie
Carter est diplômée de l'université de Hampton. À l'issue de ses études, elle fait un stage dans sa ville natale de Springfield (Massachusetts) et à l'opéra de Santa Fe. Elle rencontre Spike Lee alors qu'elle travaille au Los Angeles Theatre Center, et ce dernier l'engage pour son second film, School Daze (son premier contrat pour le cinéma), puis pour plusieurs autres films,.
Ruth E. Carter est une femme afro-américaine née à Springfield dans le Massachusetts. 
Ruth est une costumière de spectacle et de cinéma. Elle a été la costumière de 29 films et pièces de théâtre pour ses 29 ans de carrière.
Elle a commencé en postulant pour un rôle dans une représentation du Bourgeois gentilhomme de Molière, mais n'ayant pas été retenue, le professeur lui a proposé de concevoir les costumes pour cette pièce. C'est ainsi qu'a débuté son ascension dans cet univers. Elle a d'abord été costumière du lycée (concevait des costumes pour les pièces de théâtre et les ballets de danse en majorité). Elle a eu 2 périodes distinctes au lycée ; pour la première, elle a troqué son pantalon pour les jupes longues, se couvrait les cheveux et a commencé d’étudier le Coran. L'année suivante elle changea de lycée et s'improvisa femme d'affaires en portant des bottes hautes, un chemisier, un pull fin par-dessus et de long pantalons. Ruth E. Carter a ensuite poursuivi ses études à l'Université de Hampton. À la fin de ses études, elle a invité sa mère pour une pièce de théâtre ou elle était costumière. Celle-ci n'a compris ni sa fille ni son métier, très peu connu, et lui a reproché d'avoir fait quatre ans d'études que pour faire la lessive. Pourtant Ruth ne s'est pas découragée et a continué à étudier ce domaine.
Elle rencontre Spike Lee, un réalisateur alors qu'elle travaille au Los Angeles Theatre Center, et ce dernier l'invite par courrier à regarder des projections de School Daze, le second film de celui-ci et le premier après avoir été engagée par lui, mais elle refuse. Elle regrette de ne pas avoir répondu à ses lettres quand on annonça qu'il présentait ce film au festival de Cannes. 
S'ensuit une longue série de films sur lesquels elle travailla avec lui, jusqu’à obtenir l'Oscar pour les meilleurs costumes en 2019 après deux nominations.
Ruth E. Carter est surtout connue pour son travail sur les films Malcolm X, Amistad et Black Panther, qui lui ont valu trois nominations pour l'Oscar de la meilleure création de costumes, qu'elle a même remporté pour Black Panther. Elle a reçu un career achievement award lors de l'American Black Film Festival en 2002.
Ruth E. Carter à une façon bien à elle de travailler. Elle commence par étudier le script et essaye d'imaginer quelles couleurs irait avec le décor, et quelle  est la pensée du réalisateur a ce sujet. Se renseigner sur la période et le mouvement de l'histoire du film et en faire des recherches est l'étape suivante. Les années 1970 sont ce qu’elle préfère. 
Puis elle réalise des croquis et s'inspire de tout ce qu'elle trouve : observer les passants dans la rue, chercher dans les magazines,… pour finalement proposer une planche de tendance à ses collaborateur. Des planches numériques finales sont réalisées par des artistes professionnels.
Il faut ensuite chercher les tissus et les accessoires adéquats pour le personnage. Contrairement au théâtre où les costumes doivent être vifs et bien voyants avec des motifs grossis pour les spectateurs au fond de la salle, au cinéma le détail est plus important. 
Une fois les tenues réalisées, on passe à la phase de l'essayage. Dès que l'acteur met son costume, il se trouve directement plongé dans la peau de son personnage. Car au cinéma, la première impression que l'on s'en fait est d'abord par son costume. 
Ruth E.Carter ne considère jamais son costume terminé et elle va faire des retouches sur celui-ci jusqu'à la dernière minute.
D'ailleurs ses costumes ne sont pas considérés comme tels mais plutôt comme des habits, ce qui est un exploit.

## Filmographie
- School Daze (1988)
- I'm Gonna Git You Sucka (en) (1988)
- Do the Right Thing (1989)
- Mo' Better Blues (1990)
- House Party 2 (1991)
- Jungle Fever (1991)
- The Five Heartbeats (1991)
- Malcolm X (1992)
- Meteor Man (1993)
- Tina (1993)
- Cobb (1994)
- Crooklyn (1994)
- Que la chasse commence (1994)
- Money Train (1995)
- Clockers (1995)
- The Great White Hype (1996)
- B*A*P*S (1997)
- Rosewood (1997)
- Amistad
- Summer of Sam (1999)
- Price of Glory (2000)
- Love and Basketball (2000)
- Shaft (2000)
- The Very Black Show (2000)
- Baby Boy (2001)
- Dr. Dolittle 2 (2001)
- Espion et demi (2002)
- Daddy Day Care (2003)
- Dans les cordes (film, 2004) (2004)
- Serenity (2005)
- Quatre frères (2005)
- Spread (2009)
- Sparkle (2012)
- Teen Beach Movie (2013)
- Le Majordome (The Butler, 2013)
- Selma (2014)
- Da Sweet Blood of Jesus (2014)
- Chi-Raq (2015)
- Kidnap (2017)
- Black Panther (2018)
- 2019 : Dolemite Is My Name de Craig Brewer
- 2020 : Coming 2 America de Craig Brewer
- 2025 : Sinners de Ryan Coogler

## Distinctions

### Récompenses
- Oscars 2019 : Oscar de la meilleure création de costumes pour Black Panther
- Oscars 2023 : Oscar de la meilleure création de costumes pour Black Panther: Wakanda Forever

### Nominations
- Oscars 1993 : Oscar de la meilleure création de costumes pour Malcolm X
- Oscars 1998 : Oscar de la meilleure création de costumes pour Amistad